# Emma Kirkby
Carolyn Emma Kirkby, née le 26 février 1949 à Camberley, dans le Surrey, est une soprano britannique, et l'une des spécialistes  reconnues de la musique ancienne. 

## Biographie
Son père, Geoffrey Kirkby, s'est illustré dans la marine britannique durant la Seconde Guerre mondiale. Elle fait ses études secondaires à la Hanford School, où elle tient le rôle de Marie dans la première représentation d'une pièce de la nativité et à la Sherborne School for Girls, où elle chante dans un chœur et découvre la musique de la Renaissance. Elle s'inscrit à l'université d'Oxford, où elle fait des études de littérature au collège Somerville, et chante dans un chœur de la Schola Cantorum. Elle prend des cours de chant avec Jessica Cash, à Londres. Après l'obtention de son diplôme, elle enseigne pendant plusieurs années à Reading. Dès 1973, elle participe au Taverner Consort d'Andrew Parrott et dès l'origine, au Consort of Musicke du luthiste Anthony Rooley.
Elle s'est exclusivement consacrée à la musique ancienne. La particulière clarté de son timbre vocal est bien connue des amateurs de musique ancienne. Son style, typiquement anglais, privilégie l'atténuation et trouve son expressivité dans la suggestion.
Emma Kirkby s'est fait une spécialité du répertoire anglais s'étendant de la période élisabéthaine (1658) à celle de Georges II (1760). Ses enregistrements des Lute songs de John Dowland sont particulièrement cités comme étant des classiques. « J'adore chanter les pièces qui incarnent véritablement les textes et qui les chérissent, et je préfère les textes, surtout ceux de la Renaissance, qui ont justement été écrits pour être chantés », précise-t-elle.
Le premier enregistrement mondial du Gloria de Haendel, œuvre nouvellement découverte en 2001, lui est personnellement confié, et une partie du Hanford Nativity Play a été tout spécialement composée pour elle. 
En 2007, le BBC Music Magazine a publié un classement des vingt plus grandes sopranos du XXe siècle selon les critiques anglais où Emma Kirkby est classée 10e. Elle enseigne à la Guildhall School of Music and Drama en 2015.

## Vie privée
De 1971 à 1983 elle a été mariée au chef d'orchestre Andrew Parrott. Elle a ensuite eu une longue relation avec le luthiste Anthony Rooley, avec qui elle a eu un fils. En 2015 elle a épousé le chef d'orchestre Howard Williams (conductor) (en).

## Récompenses et distinctions
- 1994 : docteur honoris causa, Université de Bath[10]
- 1999 : élue Artiste de l'année par les auditeurs de la radio Classic FM
- 2007 : Dame Commander of the British Empire[11]
- 2010 : Queen's Medal for Music[12]

## Discographie (sélection)
Emma Kirkby a réalisé plus de 150 enregistrements, entre autres : 
- 1983 : Cantate BWV 51, J.S. Bach (dir. John Eliot Gardiner)
- 1984 : A Feather on the Breath of God. Sequences and hymns by abbess Hildegard of Bingen, ensemble Gothic Voices (en), dir. Christopher Page (en)
- 1985
  - Athalia, Haendel, (dir. Christopher Hogwood)
  - Italian Cantatas, Haendel, The Academy of Ancient Music, (dir. Christopher Hogwood)
- 1988 : Le Messie, Haendel (dir. Andrew Parrott)
- 1988 : English Orpheus, Dowland (avec Anthony Rooley)
- 1989 : Orlando, Haendel (dir. Christopher Hogwood)
- 1989 : Stabat Mater, Pergolèse (dir. Christopher Hogwood)
- 1990 : La Création, Haydn (dir. Christopher Hogwood)
- 1991 : Emma Kirkby Sings Mrs Arne (dir. Christopher Hogwood)
- 1993 : Coronation Mass & Vespers, Mozart (dir. Christopher Hogwood)
- 1996 : Wedding Cantatas, Johann Sebastian Bach (dir. Christopher Hogwood)
- 2006 : Stabat Mater, Alessandro Scarlatti (dir. Daniel Taylor)
- 2017 : A Pleasing Melancholy, John Dowland, Chelys Consort of Viols, (avec James Akers, Luth)